# 新撰犬筑波集
『新撰犬筑波集』（しんせんいぬつくばしゅう）は、室町時代後期の俳諧連歌撰集。撰者は山崎宗鑑。1冊。
大永4年（1524年）以降の成立。山崎宗鑑のものに後代次々と増補されていったと考えられ、異本が多く収録内容も多様である。俳諧連歌集としては『竹馬狂吟集』に次ぐ最初期の撰集で、近世以降、特に俳諧連歌集の祖とされ有名になった。江戸時代初期の談林俳諧に影響を与えたという。
慶長・元和の頃の刊本では『犬筑波集』と表記されている。しかし写本では『俳諧連歌』や『俳諧連歌抄』と呼ばれており、『犬筑波集』は当初からの呼称ではない。「犬」は連歌からの俳諧連歌に対する卑称で、『犬筑波集』は連歌集たる『新撰菟玖波集』に対する表現となっている。
収録される俳諧連歌は、「付句」と「発句」から構成される。また「付句」は四季に、「発句」は四季・恋・雑に部類分けされている。卑俗な滑稽を狙って卑猥な表現を直接的に歌っており、連歌への反意・批判の意図が感じられるとされる。
鈴木棠三が校訂し注釈を加えたものが角川書店の角川文庫『犬つくば集』に収録されている。この本は国立国会図書館のデジタルコレクションでも読むことが出来る。新潮社の新潮古典集成『竹馬狂吟集 新撰犬筑波集』にも木村三四吾と井口壽が校訂し現代語訳を含む注解を付したものが収録されている。